# Polystichum lepidotum
Polystichum lepidotum är en träjonväxtart som beskrevs av Michael Sundue och M. Kessler. Polystichum lepidotum ingår i släktet Polystichum och familjen Dryopteridaceae. Inga underarter finns listade.